# 卡林頓 (康沃爾郡)
卡林頓（英語：Callington）是英國英格蘭康沃爾郡的一個城鎮和民政教區，位於康沃爾東南部。2001年，卡林頓有人口4,783人。2011年略微減少4,698人。